# 開元路 (臺南市北區)
開元路為台灣台南市主要道路之一，全線為台20線之一部份。南起北區北門路與本路間之開元陸橋，東至北區及永康區界之開元橋連接中山南路，全長約1.5公里。開元路聯絡大橋、永康、新化地區與台南市區。全程不分段，與北門路及大同路共編為臺南市道路編號25。
路名來自於附近的台南開元寺，但開元寺並不在開元路上，而是在北園街。

## 沿革
1973年10月，時任臺南市長張麗堂曾在臺南市議會上表示為了因應天仁樂園的發展，應該拓寬開元路並裝設水銀燈。
1981年4月，連接開元路與北門路的開元陸橋落成。
2023年7月5日，由於開元陸橋橋墩與臺南市區鐵路地下化計畫工程有衝突，需要拆除才能繼續施工，未來在地下化工程接近完工時，才會恢復以平面道路連結北門路。

## 沿路地標與設施
（由西向東）
- 國立臺南第二高級中學（目前開元路/開元陸橋起點）
- 台灣信義會救主堂
- 勝安香草運動公園
- 台南市公共自行車-YouBike2.0勝安香草運動公園
- 台灣自來水公司第六區管理處台南服務所
- 開元天橋（開元國小人行天橋）
- 臺南市北區開元國民小學
- 台南市政府警察局第五分局開元派出所
- 開元公有零售市場
- 合作金庫銀行開元分行
- 全聯福利中心台南開元店
- 藏壽司台南開元路店
- 台灣基督長老教會三一教會
- 台南開元路郵局
- 長榮新城、長榮公園
- 開元振興公園（原：臺南美國學校）
- 富台新村
- 京城商業銀行開元分行
- 健身工廠開元廠
- 台灣中油千越加油站
- 家樂福超市台南開元店
- 臺南市私立崑山高級中學
- 開元橋、柴頭港溪（開元路終點）

## 交通改革
2024年8月24日起，開元路（前鋒路至開元路442巷）開放機車行駛內側車道及不強制兩段式左轉，但保留機車待轉區，提供機車騎士更寬廣的行車空間。

## 本路段客運
- 市區公車[4]

| 編號 | 路線                                                            | 本路段公車站   |
| ---- | --------------------------------------------------------------- | -------------- |
| 0左  | 臺南火車站（北站）－臺南火車站（北站） （逆時針循環線）         | 中樓           |
| 0右  | 臺南火車站（南站）－臺南火車站（南站） （順時針循環線）         | 中樓           |
| 5    | 和順轉運站－市立醫院／大甲里                                    | 崑山中學－中樓 |
| 70左 | 永華市政中心（府前路）－永華市政中心（府前路） （逆時針循環線） | 開元－崑山中學 |
| 70右 | 永華市政中心（府前路）－永華市政中心（府前路） （順時針循環線） | 崑山中學－開元 |

- 幹支線公車[4]

| 編號   | 路線                       | 本路段公車站           |
| ------ | -------------------------- | ---------------------- |
| 綠幹線 | 臺南轉運站－新化－玉井     | 中樓－崑山中學         |
| 綠12   | 臺南轉運站／新化－南化國中 | 中樓－崑山中學（延駛） |